# Rudolf Röder (SS-Mitglied)
Rudolf Peter Röder (* 30. Oktober 1902 in München; † 14. April 1991 in Kiefersfelden) war ein deutscher SS-Hauptsturmführer, Inspektor der Zwangsarbeitslager (ZAL) in Galizien und verurteilter Kriegsverbrecher.

## Leben
Rudolf Röder wurde am 30. Oktober 1902 in München geboren. Sein Vater war Beamter der Universitätsverwaltung. Röder besuchte die Volksschule und begann seine Ausbildung als Elektrotechniker. Im Jahre 1919 schloss er sich dem Freikorps Epp an. Im Jahre 1923 nahm er am Hitlerputsch teil. Im Jahre 1927 wurde er Laborant in der Universitätsklinik München.
Im Juni 1932 wurde er Mitglied der SS (SS-Nummer 60.390). Zum 1. August 1932 trat er der NSDAP bei (Mitgliedsnummer 1.200.757). Im Jahre 1938 nahm er an der Besetzung Österreichs teil. Im November 1939 war er Führer der Begleitkommandos von Gouverneur Fischer im Distrikt Warschau. Wegen Trunkenheit erfolgten seine Degradierung und sein Ausschluss aus der SS. Im November 1941 wurde diese rückgängig gemacht und er wurde zum SSPF Lemberg versetzt, wo er als Judenreferent und darauf als Inspektor der ZAL eingesetzt wurde. Im März 1942 wurde ein neues SS-Verfahren wegen exzessiver Trunkenheit eingeleitet. Am 6. Mai 1942 wurde er ins Entwöhnungslager für SS- und Polizeiangehörige Buchenwald abkommandiert. Am 19. Juli kam er zum HSSPF Ost zurück. Am 7. Oktober wurde er in die Waffen-SS eingezogen.
Nach dem Krieg war er kurze Zeit in sowjetischer Kriegsgefangenschaft und arbeitete anschließend als Laborant und Besitzer eines Fahrradgeschäfts. Von Januar 1961 bis September 1964 war er in Untersuchungshaft. Das Hauptverfahren fand am 25. Oktober 1966 statt. Am 29. April 1968 wurde Röder vom Landgericht Stuttgart wegen Mord in 4 Fällen und Beihilfe zum Mord an 5 Menschen zu zehn Jahren Zuchthaus verurteilt.